# آزیتا ساعیان
آزيتا ساعیان روانشناس و مشاور خانواده، متولد ۱۲ جون ۱۹۶۱ در تهران می باشد. ‌

## تحصیلات دانشگاهی
- لیسانس روانشناسی، جامعه شناسی از دانشگاه Tufts سال 1985
- فوق لیسانس روانشناسی از دانشگاه NYU سال 1987
- دکترای روانشناسی از دانشگاه IUPS سال 1994

## سوابق
- از سال ۲۰۰۱ تا کنون طراح، مجری و میزبان برنامه تلویزیونی دنیای عشق در تلویزیون NITV تلویزیون ملی ایران بود.
- مجری برنامه رادیویی از سال ۱۹۹۹ تاکنون
- مدیر بیمارستان پاسیفیک در کالیفرنیا ۱۹۸۷ Pacific Hospital – Long Beach, California
- مدیر برنامه بیمارستان روانی ۱۹۹۰
- Van Nuys Community Psychiatric Hospital

## عضویت در انجمن ها
- جامعه روان درمانی خانواده و ازدواج ایالت کالیفرنیا CAMFT
- جامعه روان درمانی و خانواده آمریکا AAMFT
- انجمن روانشناسان آمریکا APA برای ۲۴ سال

## تالیفات و انتشارات به زبان فارسی
- کتاب کارهای نا تمام (سفری به قلب بهبودی- سال ۲۰۰۳)
- کتاب صحبتهای زنانه سال ۲۰۰۴

## تالیفات و انتشارات به زبان انگلیسی
- جولی چه چیزی تو را می خورد؟ سال ۲۰۰۲
- کتاب کارهای نا تمام (سفری به قلب بهبودی- سال ۲۰۰۳)
- کتاب صحبتهای زنانه سال ۲۰۰۴